# Epigrafía latina

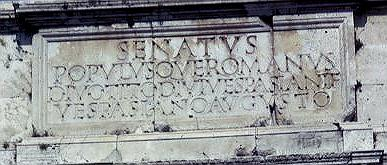
Inscripción del Arco de Tito.

La epigrafía latina es una ciencia histórica y arqueológica cuyo objeto es el estudio, catalogación y traducción de antiguas inscripciones latinas grabadas sobre materiales.

## Tipos de inscripciones
La práctica de las inscripciones durante la antigua Roma, casi inexistentes durante la República, se generalizó bajo el Imperio. Se tallaron inscripciones en piedra en muchos edificios, notificando su dedicación (titulus). También se encuentran en pedestales de estatuas, en sarcófagos (epitafios), en estelas, miliarios, téseras o tablas de bronce, con textos legales, que nos han llegado, siendo la más famosa la Tabla claudiana. Una sección de esta área de estudio está dedicada a las intrincadas inscripciones y títulos de los emperadores en las monedas. Se han encontrado un gran número de inscripciones a lo largo de los siglos. Se reúnen en colecciones como el Corpus Inscriptionum Latinarum. Cada año se descubren nuevas inscripciones, por casualidad o durante excavaciones arqueológicas. Se enumeran anualmente en L'Année épigraphique.

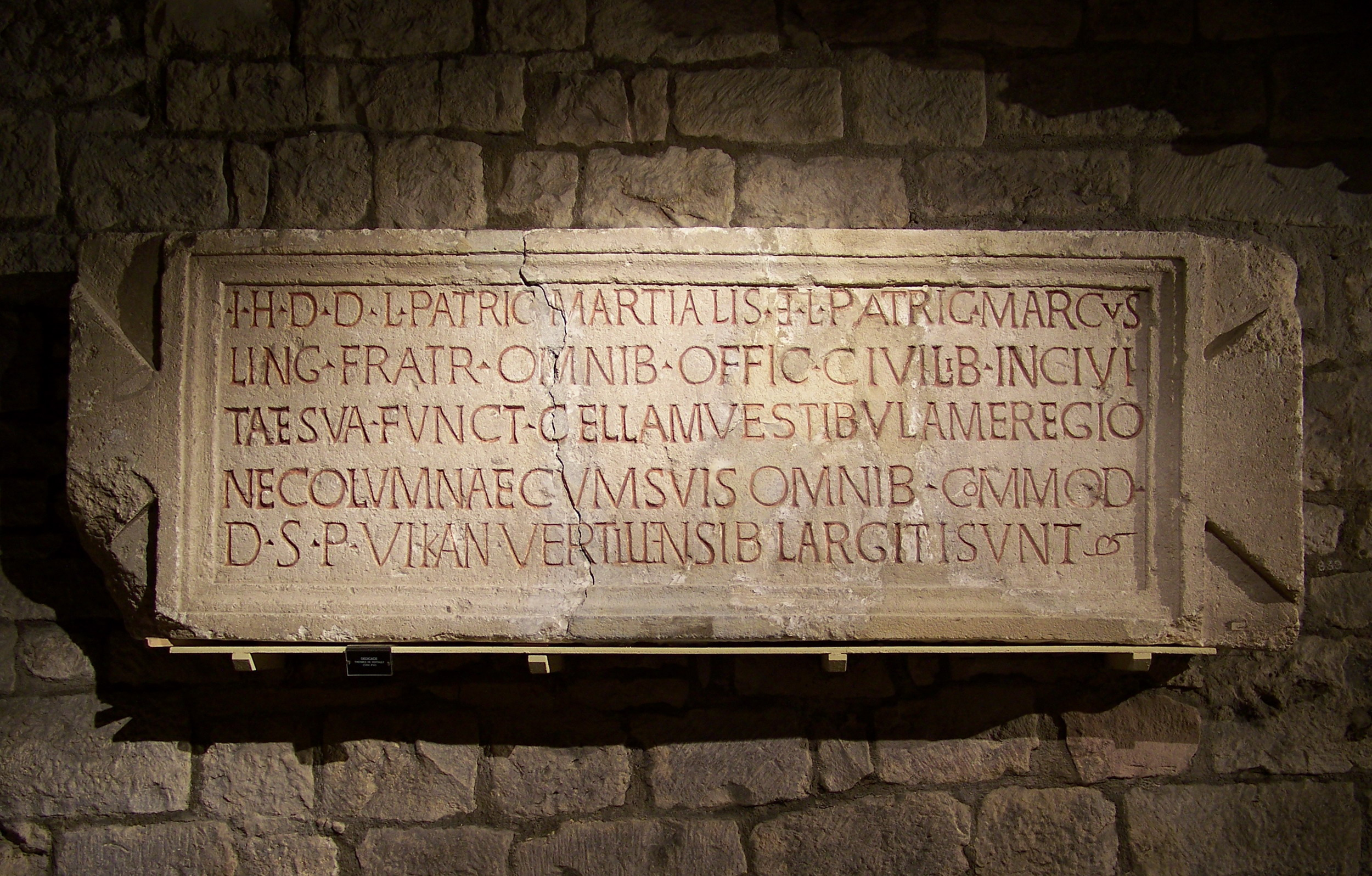
Inscripción de las Termas de Vertillum.

## Peculiaridad de la epigrafía latina
El estudio de las antiguas inscripciones en latín encuentra muchas dificultades. Con frecuencia, el soporte está deteriorado, desgastado o fragmentado. El epigrafista debe entonces recurrir a técnicas modernas de estampación de metales, fotografía de luz rasante, deducciones asentadas, para reconstituir el texto. Luego, la forma de escritura de los textos latinos complica la lectura. De hecho, la abreviatura y la elipse fueron muy utilizadas, lo que hace que el texto sea hermético para el neófito. De más:
- la 'I' transcribe tanto la semivocal Y como la vocal I. La 'J', introducida en la Edad Media para indicar la semivocal, no existe en la época latina;
- la 'V' se transcribe tanto la semivocal W (pronunciada a la inglesa) como el sonido vocálico español U;

Ejemplo: IVLIVS (JULIUS, Julio) fue pronunciado “iulius» y VENI (venir) se pronunció «ueni».
- las ligaduras pueden unir ciertas letras vecinas: por ejemplo la V y la A, la N y la T, la T y la I;
- abreviaturas: los nombres de pila, y también muchos términos comunes y fórmulas habituales, se indican en forma abreviada. Pueden ser iniciales o palabras incompletas.[2]

ejemplos: 'D.M.' está configurado para DIS MANIBUS; F por fili 'QUI VIXIT ANN XXX MX D III' se leería 'QUI VIXIT ANNOS XXX MENSES X DIES III' ("que vivió treinta años, diez meses y tres días").
'TR PO' significa TRIBUNICIA POTESTAS ("poder tribunicio").

### Puntuación
No suele haber signos de puntuación como en el español actual. Las palabras se escriben sin separaciones, excepto en algunos casos por puntos colocados en la mitad de las letras para marcar la separación entre palabras. Estos puntos pueden ser circulares, cuadrados o triangulares. En una inscripción puede intervenir otro elemento, la hedera o «hoja de hiedra»: sin ningún significado concreto, la hedera puede suponer una separación de palabras, un relleno de una línea vacía o una simple decoración.

## Un texto epigráfico
Dedicatoria en el arco triunfal de Septimio Severo en Roma (203 d. C.)
Imp(eratori) Caes(ari) Lucio Septimio M(arci) fil(io) Seuero Pio Pertinaci Aug(usto) patri patriae Parthico Arabico et | Parthico Adiabenico pontific(i) maximo tribunic(ia) potest(ate) XI imp(eratori) XI, co(n)s(uli) III proco(n)s(uli) et | imp(eratori) Caes(ari) M(arco) Aurelio L(ucii) fil(io) Antonino Aug(usto) Pio Felici tribunic(ia) potest(ate) VI co(n)s(uli) proco(n)s(uli) [p(atri) p(atriae) | optimis fortissimisque principibus] | ob rem publicam restitutam imperiumque populi Romani propagatum | insignibus uirtutibus eorum domi forisque S(enatus) P(opulus) Q(ue) R(omanus).
Nota: ' | 'cambio de línea. '[ ]' parte martillada y regrabada posteriormente. Referencias: CIL VI 1033 = ILS 425
«El Senado y el Pueblo Romano (han eregido este arco) al emperador César Lucio Septimio Severo Pio Pertinax Augusto, hijo de Marco, padre de la patria, vencedor de los Partos árabes y los Partos adiabénicos, gran pontífice, poseedor de la potestad tribunicia por undécima vez, aclamado emperador por undécima vez, nombrado cónsul por tercera vez, proconsul, y al emperador César Marco Aurelio Antonino Augusto Pío Félix, hijo de Lucio, poseedor de la potestad tribunicia por sexta vez, cónsul y proconsul, padre de la patria, príncipe óptimo y fortísimo, que han restituido al estado y han engrandecido el imperio del pueblo romano por sus virtudes extraordinarias, en paz y en guerra.»

## Título imperial
Tomemos un ejemplo, el del título del Emperador Nerón:
IMP NERO CAESAR AVGVSTVS DIVI CLAVDI F GERMANICI CAESARIS N TIB CAESARIS AVG PRON DIVI AVG ABN
PONTIF MAX TRIB POTEST XII IMP X COS IIII PP
Si tomamos las declaraciones una por una, resulta esto:
IMP: Emperador; título de todos los emperadores romanos desde Augusto. Anteriormente, imperator era un general victorioso aclamado por sus tropas. Desde Nerón, el primero en hacerlo, la palabra imperator sustituye al primer nombre del emperador tras su acceso al Imperio.
NERO: cognomen de la gens Claudia a la que pertenece Nerón.
CAESAR: cognomen de la gens Julia, que se convirtió, a partir del reinado de Tiberio, en el nombre de la gens imperial.
AUGUSTO: título otorgado a Octavio en el 27 a. C.; le da a su portador un carácter sagrado y será usado por todos los emperadores.
DIVI CLAUDI F: Divi Claudi Filius, o hijo del divino Claudio; la filiación siempre fue indicada entre los romanos, aquí Nerón, adoptado por Claudio, deificado tras su muerte, puede llamarse hijo del divino Claudio.
GERMANICI CAESARIS N: Germanici Caesaris Nepote; Nerón era sobrino de Germánico César, es decir, de Calígula.
TIB CAESARIS AUG PRON: Tiberii Caesaris Augusti Pronepos; Siendo hijo (adoptivo) de Claudio y sobrino de Calígula, Nerón es también bisnieto de Tiberio.
DIVI AUG ABN: Divi Augusti Abnepos: tataranieto de Augusto.
PONTIF MAX: Pontifex Máximo; el sumo sacerdote de Roma se llamaba el Gran Pontífice. Desde Julio César, que fue Pontifex Maximus, y Augusto, que también lo fue, todos los emperadores han sido grandes pontífices.
TRIB POTEST XII: Tribunicia Potestas XII; es decir "revestido de poder tribunicio por duodécima vez". Los emperadores romanos eran detentadores del poder de los antiguos tribunos de la plebe, que los convertía en sagrados e inviolables (no se podía levantar la mano sobre ellos), y también los acercaba al pueblo, al menos simbólicamente. El poder tribunicio era anual, y servía para contar los años de reinado de todos los emperadores.
PR X: Aclamado Imperator 10 veces por sus tropas
COS IV: Cónsul por cuarta vez; el consulado permaneció vigente durante todo el imperio, incluso tras la caída del Imperio en Roma y Bizancio aunque, por supuesto, sin haber recuperado nunca su relevancia anterior. No obstante, el consulado siguió siendo un cargo electivo, muy demandado por su prestigio y por la posibilidad que ofrecía para convertirse más tarde en procónsul, gobernador de una provincia.
PP: Pater Patriae; título otorgado a todos los emperadores desde Augusto, con algunas excepciones.

### Inscripciones militares
El ejército romano contribuyó notablemente en la difusión de la práctica epigráfica por todo el imperio grabando innumerables monumentos: dedicatorias a los dioses, emperadores, legados y gobernadores, dedicatorias en edificios y, sobre todo, muchos epitafios de militares localizados cerca de las principales bases de guarnición en las provincias fronterizas del imperio. Así estas inscripciones informan sobre las tropas presentes del lugar y sus movimientos, su reclutamiento (orígenes geográficos y sociales de los reclutas), la vida cotidiana de los hombres y las prácticas administrativas del ejército romano.
El ejército utiliza una serie de abreviaturas propias, por ejemplo:
- STIP(endiorum): por el número de años de servicio.
- LEG(io): legión.
- Signo similar a nuestro 7 para centurio, el grado de centurión.
- muchas abreviaturas que designan rangos: BF para Beneficiarius, CA para custos armorum...
- COH, por cohorte, y AL, por Ala, con el signo ∞ para designar unidades de mil hombres.

Ejemplos:

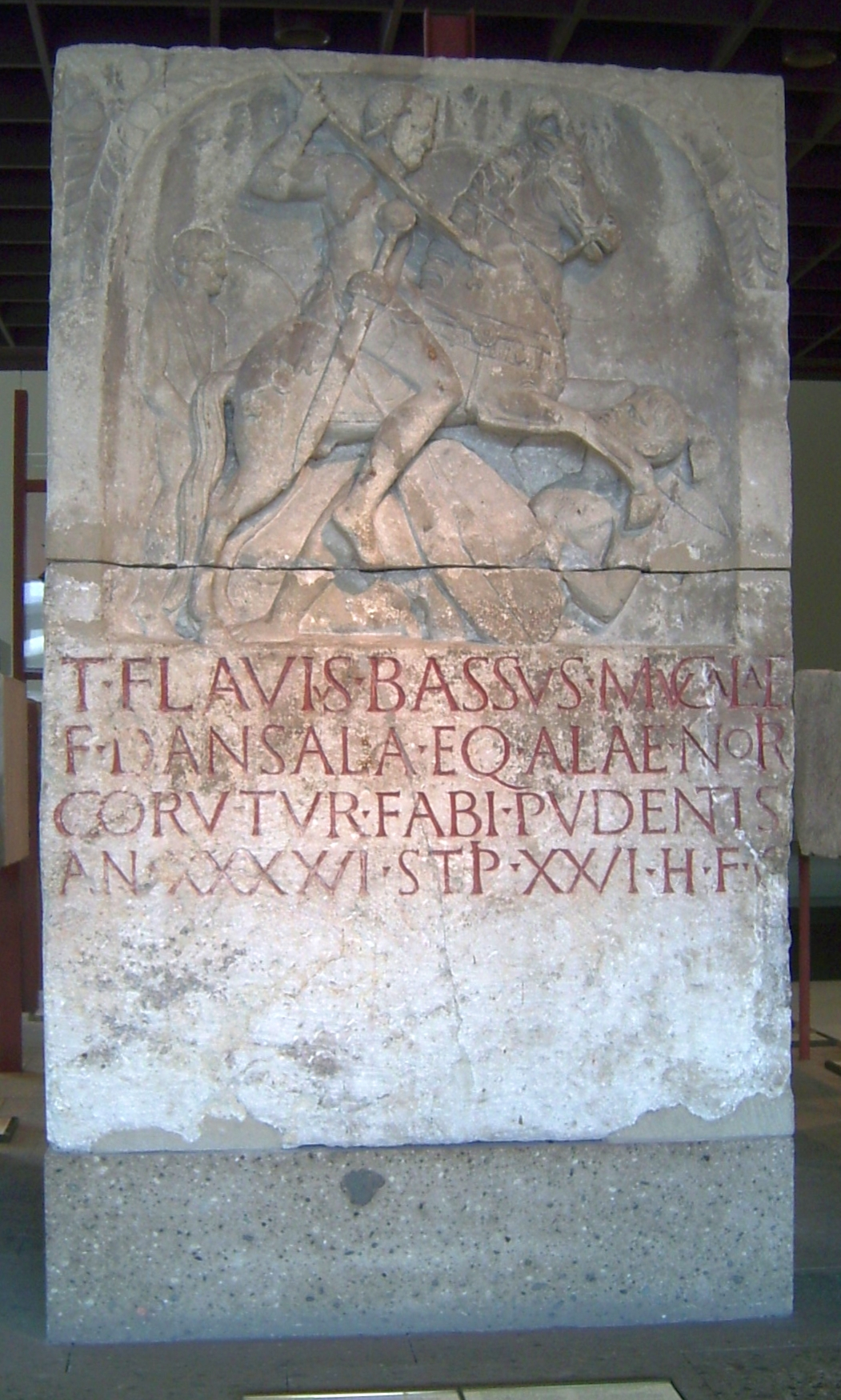
CIL XIII 8308. Estela funeraria de Tito Flavio Basso, équite romano. Museo Römisch-Germanisches en Colonia, Alemania.

- CIL XIII 8308. Inscripción de Colonia, Germania Inferior, conservada en el Museo Römisch-Germanisches:[3]

Texto latino: «T(itvs) FLAVIVS BASSVS MVCALAE / F(ilivs) DANSALA, EQ(ues) ALAE NORI/CORV(m), TVR(mae) FABI(i) PVDENTIS, / AN(norum) XXXXVI, STIP(endiorum) XXVI, H (eres) F(aciendvm) C(vravit).»
Que se puede traducir como: «T(ito) Flavio Basso, hijo de Mucala, Dansala, équite del ala de los Nóricos, de la turma de Fabio Pudente, vivió 46 años, sirvió 26 años militar. Su heredero encargó (este monumento).»
En primer lugar, se observa la fina calidad del grabado y del relieve, un recordatorio de la importancia que tiene en la epigrafía la consideración que se le da al soporte de la inscripción también, y no sólo a su texto. El texto tiene algunas ligaduras: así, en la línea dos, la R y la I de Noricum se fusionaron en una sola letra donde la I pequeña supera una R de tamaño normal, una ligadura común para la sílaba, como es común la ligadura NT de la línea 3.
El gentilicio de nuestro personaje nos dice que recibió la ciudadanía de uno de los emperadores de la dinastía Flavia, lo que permite datar el monumento a finales de los años 70 de nuestra era. Esta datación encaja bien con la forma: a partir de entonces los epitafios ya no están en acusativo y son precedidos por la invocación a los Dioses Manes (D(iis) M(anibus)). El ala donde sirvió Bassus se había creado a partir de un reclutamiento original en la provincia de Nórico y estaba guarnecida en Mogontiacum en la Germania en la primera mitad del siglo I d. C. Se trasladó a la vecina provincia de Germania Inferior antes del 70. Bassus había sido reclutado, como todos los auxiliares en general, sin tener ciudadanía. Probablemente se le concedió después de sus 25 años de servicio, poco antes de su muerte. Luego adoptó las tria nomina y el nombre del emperador que le había dado la ciudadanía. El nombre de su padre se indica antes de su origo (lugar o comunidad de nacimiento): estos dos elementos nos indican su procedencia de Tracia.
- CIL XIII, 8318; G. Alföldy, Die Hilfstruppen der römischen Provinz Germania inferior, Colonia, 1968, pp. 70-71; B. y H. Galsterer, Die römischen Steininschriften aus Köln, Colonia, 1975, n 270 (inscripción de Colonia, Germania Inferior, conservada en el Museo Römisch-Germanisches)

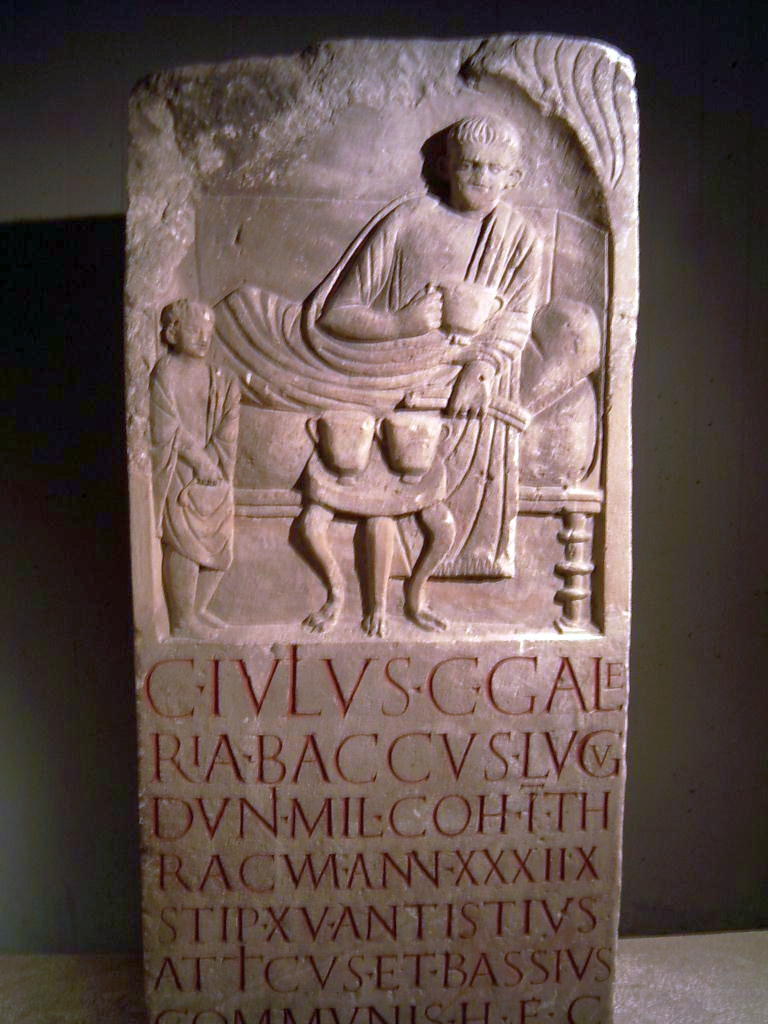
CIL XIII, 8318

Texto latín: «C(aius) IVLIVS C(aii) (filius) GALE/RIA BACCVS LVGV/DVNI MIL(es) COH(ortis) I TH/RACVM ANN(orum) XXXIIX / STIP(endiorum) XV, ANTISTIVS / ATTICVS ET BASSIVS / COMMVNIS H(eredes) F(acendum) C(uraverunt)»
Que se podría traducir como: “Cayo Julio Bacco, hijo de Cayo, de la tribu Galeria, originario de Lyon, soldado de la primera cohorte de los tracios, que vivió 38 años, sirvió militarmente 15 años, Antistio Attico y (Antistio) Bassio, sus herederos hicieron comprender (este monumento) en común.»
La inscripción es sustancialmente contemporánea a la anterior. Se representa al difunto en una escena de banquete, como suele ser habitual. A diferencia del anterior, vemos que aquí el relieve enfatiza la vida civil y el carácter civilizado y romanizado del personaje que mandó hacer la inscripción. El grabado es hermoso y muestra algunas ligaduras (TI, LI, NI, NN, VM). Este es un soldado de infantería auxiliar de la cohorte. Cabe señalar que, aunque sirviendo en una tropa auxiliar, Baco era ciudadano romano y su padre ya lo era antes que él. La nomenclatura del ciudadano está aquí completa ya que indica su tribu. Él es originario de Lyon, y su gentilicio Iulius remonta su ciudadanía hasta Julio César o Augusto.

## Epigrafía doliar
La fabricación de dolios creó la industria doliar. Los trabajadores, en su mayoría esclavos y libertos, empleados en esta industria se llamaban doliarii. Los antiguos romanos designaban bajo los términos opus doliare de figlinis, opus doliare figlinum, todo lo que se hacía con tierra secada al sol o cocida al fuego. Estas obras cerámicas recibieron inscripciones que eran signos, caracteres, palabras aisladas o fórmulas enteras y diversas. La comprensión de esta lengua constituye la ciencia de la epigrafía doliar, una rama de la epigrafía latina. Por extensión, la epigrafía doliar también se refiere a las inscripciones en vasos, ánforas, pero también a azulejos, ladrillos y todas las pequeñas obras de cerámica cubiertas de pequeños textos. La epigrafía doliar puede ayudar en la investigación de la geografía topográfica, cronológica y comercial, da una interesante visión del trabajo de las clases bajas durante el Imperio.
La historia de la gens Domitia que alcanzó la dignidad imperial muestra el ejemplo de una inmensa fortuna debida en parte a la industria del dólar. El estudio de las inscripciones doliares permite seguir las posesiones y las transmisiones hereditarias de sus establecimientos doliarios que constituían una parte importante de su patrimonio.

### Corpus
Esta información está tomada de la página " Epigrafía " y en gran parte del artículo " Epigraphik " de la Wikipedia en alemán.
- El Año Epigráfico ( AE ). Es una publicación anual francesa creada por René Cagnat asistido por Jean-Guillaume Feignon en 1888. Identifica una gran mayoría de inscripciones latinas.
- El CIL, creado por Theodor Mommsen en el XIX XIX siglo, y en constante actualización desde entonces, reúne todas las inscripciones latinas encontradas en todo el mundo.
- EE ( Ephemeris epigraphica, Corporis inscriptionum latinarum suplemento ) : suplementos a CIL . 9 volúmenes de 1872 a 1913.
- Carmina Latina Epigráfica ( CLE)
- Inscripciones Latinae selectae ( ILS)
- Registrado Regni Nepolitani Latinae (IRNL)
- Inscripciones italianas (II)
- Die Deutschen Inschriften, 1942-... (89 números hasta 2013).
- Inscripciones Christianae Urbis Romae septimo saeculo antiquiores (ICUR)
- Inscripciones Christianae Italiae seprimo saeculo antiquiores (AQUÍ)
- Inscripciones Latinae Christianae Veteres (ILCV)
- Corpus de inscripciones de la Francia medieval
- Inscripciones Medii Aevi Italiae (saecula VI-XII) (IMAI)

### Obras bibliográficas
- Cagnat, René (1914). Cours d'épigraphie latine.
- Cébeillac-Gervasoni, Mireille; Caldelli, Maria Letizia; Zevi, Fausto (2006). Épigraphie latine. Histoire. Les outils de l'histoire (en francés). Paris: Armand Colin. p. 333. ISBN 2-200-21774-9. |colección= y |serie= redundantes (ayuda)
- Paul Corbier, L'Épigraphie latine, Paris, Sedes, 1998, 192 p.
- (en alemán) Knud Paasch Almar, Inscriptiones Latinae. Eine illustrierte Einführung in die lateinische Epigraphik, Odense University Press, 1990, 570 p., ill. ISBN 87-7492-701-9
- Alfredo Buonopane, Manuale di Epigrafia Latina, Roma, Carocci editore, 2009. ISBN 978-88-430-4815-1
- Ida Calabi Limentani, Epigrafia Latina, Bologna, Cisalpino, 1991. ISBN 88-205-0627-0.
- Jean-Marie Lassère, Manuel d’épigraphie romaine, Paris : Picard, Antiquité/Synthèses no 8, 2011, 2 vol., 576 et 608 p., 142 ill. (3e édition revue et augmentée, 1re édit. en 2005).

- Datos: Q2352767
- Multimedia: Ancient Roman inscriptions / Q2352767